# UTC+4

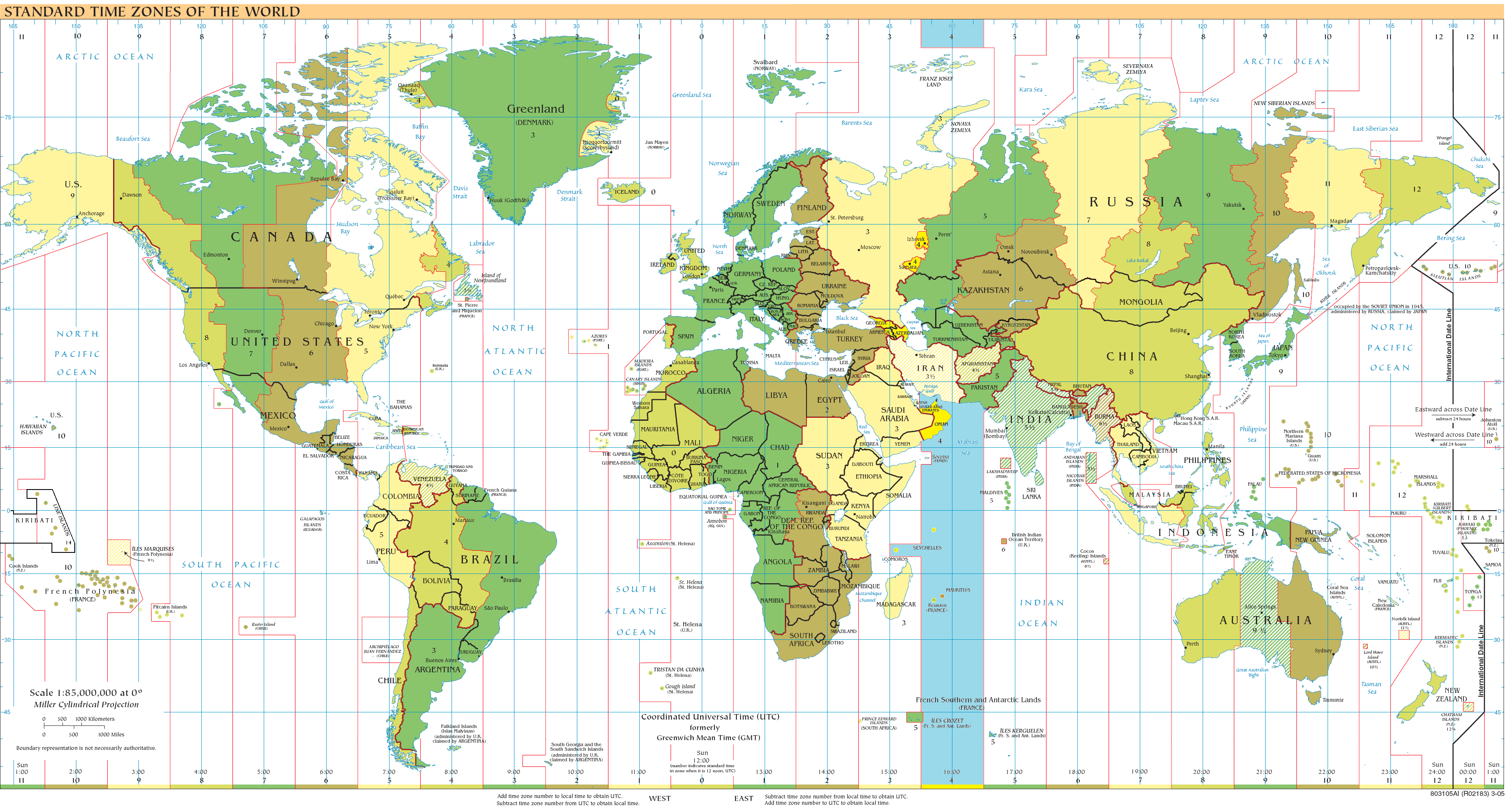
wintertijd noordelijk halfrond
zomertijd noordelijk halfrond
aan land, gehele jaar
op zee, gehele jaar

UTC+4 is de tijdzone voor:
- Armeense Tijd (AMT)
- Azerbeidzjaanse Tijd (AZT)
- Georgische Tijd (GET)
- Mauritiustijd (MUT)
- Reuniontijd (RET)
- Samaratijd (SAMT)
- Seychellentijd (SCT)

## Landen en gebieden zonder zomertijd
Landen en gebieden zonder zomertijd zijn, op het noordelijk (*) respectievelijk het zuidelijk (**) halfrond:
- Armenië* in 2016[1]
- Azerbeidzjan* in 2016[1]
- Georgië* in 2016[1]. Tussen 27 juni 2004 en 27 maart 2005 in UTC+3.[2]
- Frankrijk:
  - Franse Zuidelijke en Antarctische Gebieden**
    - Crozeteilanden
    - Verspreide Eilanden in de Indische Oceaan

  - Réunion**
- Mauritius**
- Oman*
- Seychellen**
- Verenigde Arabische Emiraten*